# Bank Spółdzielczy w Legionowie
Bank Spółdzielczy w Legionowie – polski bank spółdzielczy z siedzibą w Legionowie. Bank jest zrzeszony w Banku Polskiej Spółdzielczości S.A.

## Historia
4 lipca 1950 roku powołano Gminną Kasę Spółdzielczą w Legionowie. W 1956 roku walne zgromadzenie członków Gminnej Kasy Spółdzielczej w Legionowie przyjmuje nowy statut oraz zmienia nazwę podmiotu na Kasa Spółdzielcza w Legionowie. Teren działalności Kasy obejmuje Legionowo i gromady: Jabłonna, Skrzeszew, Nieporęt. W 1962 roku ponownie zmianie ulega nazwa, która przyjmuje brzmienie Kasa Spółdzielcza Oszczędnościowo-Pożyczkowa w Legionowie. W 1965 roku Kasa zostaje przekształcona na Ludowy Bank Spółdzielczy w Legionowie. Od 27 maja 1973 roku Bank funkcjonuje pod nazwą Bank Spółdzielczy w Legionowie.
Po wejściu w życie ustawy z dnia 7 grudnia 2000 r. o funkcjonowaniu banków spółdzielczych, ich zrzeszaniu się i bankach zrzeszających (Dz.U. z 2025 r. poz. 265) Bank przystąpił do zrzeszenia Mazowieckiego Banku Regionalnego S.A. Po fuzji MR Banku S.A. z GBW Bankiem S.A., od 2011 roku Bank jest zrzeszony w Banku Polskiej Spółdzielczości S.A.

## Działalność operacyjna
Zgodnie ze statutem Banku, BS w Legionowie prowadzi działalność operacyjną na terenie województwa mazowieckiego. W rzeczywistości placówki Banku znajdują się wyłącznie na terenie powiatu legionowskiego.
Bank zrzesza 4714 członków (według stanu na 31.12.2017r.).
Z usług Banku korzysta większość samorządów na terenie powiatu legionowskiego, m.in.: powiat legionowski, gmina Jabłonna, gmina Nieporęt, gmina Serock.

## Placówki[7]
- Centrala – ul. Rynek 4, 05-120 Legionowo
  - Filia nr 1 w Legionowie, ul. Sikorskiego 11 (budynek Starostwa Powiatowego w Legionowie), 05-120 Legionowo
  - Filia w Serocku, ul.11 Listopada 8 lok.4, 05-140 Serock
- Oddział w Nieporęcie – Plac Wolności 2A, 05-126 Nieporęt
- Oddział w Jabłonnie – ul. Modlińska 152, 05-110 Jabłonna